# Льерна
Льерна (итал. Lierna) — коммуна в Италии, расположена в области Ломбардия, подчиняется административному центру Лекко. Находится на восточном берегу озера Комо.
Население коммуны составляет 2021 человек, плотность населения составляет 184 чел./км². Коммуна занимает площадь 11 км². Почтовый индекс — 22050. Телефонный код — 0341. Покровителем коммуны считается святой Амвросий Медиоланский.

## История
В Средние века за обладание Льерной спорили миланские Висконти, граждане Комо и феодалы из рода делла Торре. В 1537 г. император Карл V объявил этот берег озера отдельным графством и пожаловал эти земли своему советнику, миланскому патрицию Франческо Сфондрати (впоследствии кардиналу, отцу папы Григория XIV), чьи потомки владели ими до 1788 года.
На мысе к северу от города расположен средневековый ансамбль построек, известный как замок Льерна. Вилла Аурелия на берегу озера была построена в начале 1920-х гг. С Льерной связаны жизнь и творчество скульптора Джаннино Кастильони (1884—1971).
В 1876 году в Льерне обнаружены римский мозаичный пол и клад римских монет. По одной из версий, мозаичный пол сохранился от виллы Плиния.